# 전과 (다카라즈카 가극)
다카라즈카 가극단에 있어서 전과(専科, SUPERIOR members)는 특정한 조에 소속되어있지 않은 단원들이 모인 조이다.
이미지컬러는 잘게 흐트러 놓은 은의 빛과 그슬려놓은 검은색에서의 회색이다.
또, 극단 웹페이제서는 진한 보라색과 빨간색을 사용하는 경우도 있다.

## 전과의 특색
조로 묶어서 표기하는 경우가 많지만, 조가 아닌 특정한 조에 소속되어있지 않은, 예능에 빼어난 생도(단원)의 집단이다.
영어로는 "SUPERIOR members"이고, "troupe"라고 번역되는 조(ex. 하나구미 = "FLOWER troupe")와는 다르다.
원래는 「무용전과」「연극전과」「성악전과」「댄스전과」「영상전과」 등 나뉘어있었지만, 최근들어서는 나뉘어서 구별하지는 않는다.
전과생이 각 조에 공연에 출연하는 것은 특별출연이라고 한다.
톱스타 경험자인 토도로키 유우는 주연남성으로 해서 특별출연을 한다. 카스카노 야치요도 마찬가지였다.
다른 생도들은 주로 나이가 든 역할을 하거나, 조연급 연기를 한다던가, 차분하면서도 다카라즈카 공연에는 없어서는 안됄 존재이다.
또, 1984년, 전과 바우홀 공연 『꽃공양』등과 같이 전과생만 이루어진 공연도 있다.
가극단의 생도(단원)은 정년이 되면 퇴단하지만, 일부 예외가 있다.

## 재적 중인 전과생 일람 (입단연도순)
★ 표시는 다카라즈카 가극단 전당에 들어가있는 생도(단원)이다.
| 남역       | 남역          | 남역 | 남역 | 여역     | 여역          | 여역 | 여역 |
| ---------- | ------------- | ---- | ---- | -------- | ------------- | ---- | ---- |
| 예명       | 예명          | 기수 | 비고 | 예명     | 예명          | 기수 | 비고 |
| 英真なおき | 에마 나오키   | 68   | 이사 | 京三紗   | 쿄 미사       | 57   |      |
| 汝鳥伶     | 나토리 레이   | 57   |      | 万里柚美 | 마리 유즈미   | 70   |      |
| 一樹千尋   | 이츠키 치히로 | 59   |      | 五峰亜季 | 이즈미네 아키 | 72   |      |
| 夏美よう   | 나츠미 요우   | 62   |      | 美穂圭子 | 미호 케이코   | 75   |      |
| 高翔みず希 | 타카쇼 미즈키 | 76   |      |          |               |      |      |
| 悠真倫     | 유우마 린     | 81   |      |          |               |      |      |
| 凛城きら   | 린죠 키라     | 92   |      |          |               |      |      |
| 水美舞斗   | 미나미 마이토 | 95   |      |          |               |      |      |
| 輝月ゆうま | 키즈키 유우마 | 95   |      |          |               |      |      |

## 과거 주요 재적자
★ 다카라즈카 가극단 전당에 들아가 있는 생도(단원)이다.

### 전과 재적 경험이 있는 톱스타
- 스미 하나요★ (35기, 1963년 퇴단, 전 호시구미 톱스타)
- 요도 카호루★ (34기, 1966년 퇴단, 전 하나구미 톱스타)
- 나치 와타루★ (40기, 1968년 퇴단, 전 호시구미 톱스타)
- 코우즈키 노보루★ (46기, 1970년 퇴단, 전 호시구미 톱스타)
- 마호 시부키★ (39기, 1975년 퇴단, 전 유키구미 톱스타)
- 오오토리 란★ (50기, 1979년 퇴단, 전 호시구미 톱스타)
- 아마츠 오토메★ (7ㆍ8기, 1980년 재단 중에 사망, 전 극단 이사, 전 츠키구미 톱스타)
- 하루나 유리★ (49기, 1988년 퇴단, 전 하나ㆍ츠키구미 톱스타)
- 카미요 니시키★ (19기, 1989년 재단 중에 사망, 전 극단 이사, 전 호시구미 톱스타)
- 카스가노 야치요★ (18기, 2012년 재단 중에 사망, 전 극단 명예이사, 전 호시ㆍ유키ㆍ하나구미 톱스타)
- 호쿠쇼 카이리 (84기, 2016년 퇴단, 전 호시구미 톱스타)
- 토도로키 유우 (71기, 2021년 퇴단, 전 극단 특별고문, 전 유키구미 톱스타)

### 전과 재적 경험이 있는 톱여역
- 카모 사쿠라★ (42기, 1971년 퇴단, 전 유키구미 톱여역)
- 타카미야 사치 (51기, 1979년 퇴단, 전 유키구미 톱여역)
- 우에하라 마리 (54기, 1981년 퇴단, 전 하나구미 톱여역)
- 단 레이 (78기, 2005년 퇴단, 전 츠키ㆍ호시구미 톱여역)
- 토노 아스카 (84기, 2009년 퇴단, 전 호시구미 톱여역)
- 호시카제 마도카 (100기, 현 하나구미 톱여역)

### 전과 재적 경험이 있는 남역
- 난바라 미사오 (48기, 1971년 퇴단)
- 오키 유키코★ (25기, 1981년 퇴단, 전 츠키구미 조장)
- 미즈시로 타마모 (35기, 1983년 퇴단, 연극전과, 전 호시구미 부조장, 전 츠키구미 조장)
- 아스카 미야코 (53기, 1987년 퇴단)
- 우타가와 하루미 (36기, 1987년 퇴단, 전 하나구미 부조장, 연극전과)
- 타지마 쿠미 (50기, 1988년 퇴단, 전 호시구미 부조장, 전 하나구미 조장)
- 코야나기 히즈루 (35기, 1989년 퇴단, 전 츠키구미 부조장, 연극전과)
- 아사즈키 마리오 (48기, 1994년 재단 중에 사망, 전 츠키구미 조장)
- 아오이 미야 (63기, 1998년 퇴단, 전 츠키구미 부조장)
- 키시 카오리 (45기, 1999년 퇴단, 전 유키구미 부조장)
- 리츠 토모미 (54기, 2007년 퇴단, 전 츠키구미 조장)
- 반 아키라 (56기, 2010년 퇴단, 전 호시구미 부조장)
- 호시하라 미사오 (58기, 2011년 퇴단, 전 하나구미 조장)
- 미사 노에루 (59기, 2012년 퇴단, 전 하나구미 조장)
- 이소노 치히로 (60기, 2013년 퇴단, 전 하나구미 조장)
- 미시로 렌 (84기, 2016년 퇴단)
- 에비라 카오루 (61기, 2017년 퇴단, 전 유키구미 조장)
- 사오 쿠라마 (87기, 2018년 퇴단)
- 아스카 유우 (62기, 2018년 퇴단, 전 유키ㆍ츠키구미 조장)
- 세이죠 카이토 (86기, 2018년 퇴단, 현재는 리츠코로 개명)
- 하나가타 히카루 (85기, 2020년 퇴단)
- 아이즈키 히카루 (93기, 2021년 퇴단)

### 전과 재적 경험이 있는 여역
- 오오기 치카게★ (41기, 1957년 퇴단, 영화전과재직)
- 야치구사 카오루★ (34기, 1957년 퇴단, 영화전과재단)
- 아와지 미치코★ (26기, 1984년 퇴단, 전 호시ㆍ하나구미 조장)
- 무츠미 치가 (29기, 1985년 퇴단, 전 츠키ㆍ하나구미 부조장, 전 유키구미 조장)
- 메구미 사카에 (33기, 1991년 퇴단, 전 하나구미 조장)
- 코노하나 사쿠야 (36기, 1992년 퇴단, 전 유키ㆍ호시구미 부조장, 연극전과)
- 하야마 미치코★ (44기, 1996년 퇴단, 전 극단이사, 전 호시구미 조장, 현 다카라즈카음악학교 고문)
- 아시타 미치코 (50기, 2003년 퇴단, 전 츠키구미 조장)
- 스즈카 테루 (52기, 2007년 퇴단)
- 야시로 코우 (54기, 2008년 퇴단)
- 이즈모 아야 (69기, 2008년 퇴단, 전 소라ㆍ츠키구미 조장)
- 쿠니 나츠키 (58기, 2011년 퇴단, 전 츠키구미 조장)
- 이치하라 케이 (61기, 2014년 퇴단, 전 하나구미 부조장)
- 스즈나 사야 (76기, 2016년 퇴단, 전 소라구미 부조장)
- 세이라 히토미 (101기, 2020년 퇴단)
- 마츠모토 유리 ★(44기, 2021년 퇴단, 전 극단 특별고문)

## 신전과
2000년 6월 1일자로 도입된 새로운 전과 제도. 당시 이사장인 우에다 신지의 주선으로 도입되었다.
그러나, "신전과"라는 명칭은 총징이며, 공식적으로는 사용하지 않는다.
원래의 전과와는 다르게, 신전과생은 아직 젊은 미래를 가진 톱스타 후보생이다.
각 조에 특별출연이나 외부출연 등을 경험하고, 연기를 갈고 닦아, 거기서 각 조의 톱스타를 조의 틀을 넘어 유연하게 탄생시키는 것이 목적이었다.
또한, 갑작스러운 사태에 팬들은 어수선할뿐만아니라, 공식웹페이지에 액세스가 쇄도했다.
창설 당시의 신전과에 배속된 사람은, 이하 10명이다. (당시 각 조의 2ㆍ3번수)
- 하나구미의 타쿠미 히비키(73기), 이오리 나오카(75기)
- 츠키구미의 시부키 준(72기), 하츠카제 미도리(74기)
- 유키구미의 코쥬 타츠키(72기), 시오카제 코우(74기)
- 호시구미의 에마오 유우(73기), 아야키 나오(76기)
- 소라구미의 코즈키 와타루(76기), 쥬리 사키호(76기)

후에, 유키구미의 나루세 코우키(77기)도 추가되었다.
이 중에, 톱스타 승격을 이룬 사람은, 타쿠미, 시부키, 코쥬, 에마오, 아야키, 코즈키. 이 여섯명뿐.
이오리, 시오카제, 나루세, 쥬리, 하츠카제. 이 다셧명은 톱으로 승격되지 않고 퇴단하였다.
2006년 11월에 졸업(퇴단)한 코즈키를 끝으로 신전과에 배속되었던 생도(단원)은 모두 퇴단하였다.